# Sabri Ergun
Sabri Ergun (Gerede, 1º marzo 1918 – Madison, 18 febbraio 2006) è stato un ingegnere chimico turco.
È ricordato per l'equazione di Ergun che esprime le perdite di carico lungo un reattore a letto fisso.

## Biografia
Sabri Ergun nacque a Gerede nell'allora Impero ottomano. Nel 1943 si trasferì negli Stati Uniti, dove conseguì bachelor's degree e master degree in ingegneria chimica alla Columbia University; nel 1953 conseguì un doctorate in Science all'Università tecnica di Vienna.
Sposatosi con Dorothy Karns nel 1948 ebbe da lei 3 figli: David, Robert e James. Ergun lavorò presso il Coal Reasearch Laboratory del Carnegie Institute of Technology e allo U.S. Bureau of Mines.
Nel 1969 accettò un invito come visiting professor dell'Università di Karlsruhe in Germania. Per quattro anni lavorò come consulente per la Bechtel Corporation nel campo dello sviluppo di processo Waste-to-Oil. Nel 1977 ottenne il ruolo di responsabile per i programmi di ricerca sulla produzione di carburanti sintetici da carbone e biomasse presso i laboratori dell'Università della California, che ricoprì fino alla pensione nel 1980. Nel 1999 si stabilì a Madison, dove morì nel 2006.